# Heinrich von Bokholt (Ratsherr, 1227)
Heinrich von Bokholt (bl. 1227–1250 in Lübeck) war Ratsherr der Hansestadt Lübeck.

## Leben
Heinrich von Bokholt war Sohn des Lübecker Ratsherrn Richard von Bokholt. Er ist für den Zeitraum von 1227 bis 1250 als Ratsherr in Lübeck belegt.
Erstmals tauchte er in einer von Papst Gregor IX. auf Beschwerde des Lübecker Bischofs angeordneten Untersuchung gegen ihn und den Lübecker Ratsherrn Hartwich von Parchim auf, in der es um die zweckentsprechende Verwendung bzw. die unbefugte Inanspruchnahme von Spendengeldern für den Bau des Lübecker Doms ging.
Der Lübecker Ratsherr Siegfried von Bokholt war sein Sohn.